# San Francisco Primo de Verdad
San Francisco Primo de Verdad är en ort i Mexiko.   Den ligger i kommunen Atlixco och delstaten Puebla, i den sydöstra delen av landet, 100 km sydost om huvudstaden Mexico City. San Francisco Primo de Verdad ligger 1 763 meter över havet och antalet invånare är 158.
Terrängen runt San Francisco Primo de Verdad är varierad. Runt San Francisco Primo de Verdad är det ganska tätbefolkat, med 222 invånare per kvadratkilometer. Närmaste större samhälle är Atlixco, 3,9 km norr om San Francisco Primo de Verdad. Omgivningarna runt San Francisco Primo de Verdad är en mosaik av jordbruksmark och naturlig växtlighet.